# Palazzo Feltrinelli
Palazzo Feltrinelli è un edificio sito in via Castello n. 4 a Gargnano, costruito negli anni 1898-1899 e appartenente alla famiglia Feltrinelli, che l'ha poi donato all'Università degli Studi di Milano.
Fu sede del governo della Repubblica Sociale Italiana presieduto da Benito Mussolini dal 27 ottobre 1943 al 18 aprile 1945, poco prima della caduta della Repubblica Sociale Italiana.
È attualmente sede dei corsi internazionali di Lingua e Cultura Italiana 'Chiara e Giuseppe Feltrinelli'  (luglio e prima metà di agosto) e di attività congressuali dell'Università degli Studi di Milano (da marzo a novembre).